# Cépet
Cépet (em occitano:  Cepet) é uma comuna francesa na região administrativa da Occitânia, no departamento do Alto Garona. Estende-se por uma área de 7.11 km², com 2.003 habitantes, segundo o censo de 2018, com uma densidade de 280 hab/km².